# Импонцо (Удине)
Импонцо је насеље у Италији у округу Удине, региону Фурланија-Јулијска крајина.
Према процени из 2011. у насељу је живело 338 становника. Насеље се налази на надморској висини од 397 м.